# Венеке, Франк
Франк Венеке (нем. Frank Wieneke, род. 31 января 1962, Ганновер) — немецкий дзюдоист, чемпион и призёр Олимпийских игр, чемпион и призёр чемпионатов Европы, многократный чемпион Германии. Обладатель 7-го дана дзюдо.

## Биография
В 1979 году начал международную карьеру, победив на турнире German Open среди кадетов до 19 лет. В 1980 году стал чемпионом ФРГ среди юниоров до 21 года и в том же году был бронзовым призёром чемпионата Европы среди юниоров. В 1981 году вновь подтвердил звание чемпиона страны среди юниоров, а на чемпионате Европы поднялся на ступеньку выше, заняв второе место. В 1981 году стал обладателем Кубка Европы среди команд.
В 1983 году был бронзовым призёром турнира Dutch Open, на чемпионате Европы остался пятым. На чемпионате ФРГ завоевал серебряную медаль. В 1984 году был третьим на турнире в Потсдаме, победил на турнире German Open
Выступал на Олимпийских играх 1984 года, в категории до 78 килограммов боролись 38 дзюдоистов. Борец, победивший во всех схватках группы, выходил в финал, где встречался с борцом из другой группы. Проигравшие финалистам, начиная с четвертьфинала, встречались в «утешительных» схватках, по результатам которых определялись бронзовые призёры.
Франк Венеке вообще не рассматривался среди претендентов на какие-либо медали и по турнирной таблице продвигался очень тяжело. В первой встрече он ещё смог провести оцененное действие (отхват) на юко, но в двух следующих победил лишь благодаря предупреждениям, полученным соперниками. В полуфинале немецкий дзюдоист победил лишь по предпочтению судей, и то не единогласному. В общем, исход финальной встречи с неоспоримым фаворитом Нейлом Адамсом, чемпионом Европы 1983 и 1984 годов, чемпионом мира 1981 года и вице-чемпионом 1983 года (проиграл в финале лишь по предпочтению судей), сомнений не вызывал: все считали что Нейл Адамс поставит золотую точку в своей карьере. В течение 4 минут на татами почти ничего не происходило. В начале пятой минуты Франк Венеке, захватив Адамса, попытался провести Ути-мата (подхват под одну ногу) вправо, но Адамс парировал атаку. Однако Венеке без всякой паузы, немедленно, не меняя захвата правой руки, провёл быстрый Сэойнагэ (бросок через спину) уже в левую сторону и он оказался победным.
| Круг  | Соперник        | Страна         | Итог   | С оценкой            | Продолжительность |
| ----- | --------------- | -------------- | ------ | -------------------- | ----------------- |
| 1/16  | Хиромицу Такано | Япония         | Победа | юко (О-Сото Гари)    | 5:00              |
| 1/8   | Валид Мохамед   | Египет         | Победа | вадза ари (кей коку) | 5:00              |
| 1/4   | Кевин Догерти   | Канада         | Победа | кока (сидо)          | 5:00              |
| 1/2   | Мирча Фрактика  | Румыния        | Победа | юсей-гати            | 5:00              |
| Финал | Нейл Адамс      | Великобритания | Победа | иппон (Сэойнагэ)     | 4:04              |

В 1985 году впервые стал чемпионом ФРГ; на турнире German Open остался вторым. В 1986 году стал чемпионом Европы, также победил на турнирах Tournoi de Paris, German Open, Dutch Open и стал двукратным чемпионом ФРГ. В 1987 году подтвердил звание сильнейшего в стране, победил также на турнире Polish Open, был вторым на Кубке Европы среди команд, завоевал бронзовые медали турнира в Потсдаме и турнира German Open, а на чемпионате Европы был лишь пятым. В 1988 году был третьим на турнире World Masters, вторым в Потсдаме, третьим на German Open, стал серебряным призёром чемпионата Европы, уступив Баширу Вараеву
Выступал на Олимпийских играх 1988 года, в категории до 78 килограммов боролись 41 дзюдоист.
Вновь немецкий дзюдоист довольно тяжело продвигался к финалу: в 1/4 он выиграл с минимальным преимуществом у физически очень сильного, но не обладающего хорошей техникой француза, в полуфинале снова победил с минимальным преимуществом, сумев провести приём за семь секунд до конца встречи. В финале же, в самом конце встречи был брошен чисто, броском по технике очень похожим на тот, которым Франц Венеке за четыре года до этого победил.
| Круг  | Соперник         | Страна                                | Итог      | С оценкой        | Продолжительность |
| ----- | ---------------- | ------------------------------------- | --------- | ---------------- | ----------------- |
| 1/32  | Петер Рейтер     | Австрия                               | Победа    | иппон            | 4:46              |
| 1/16  | Ларс Адольфсон   | Швеция                                | Победа    | юко              | 5:00              |
| 1/8   | Виктор Гонзалес  | Испания                               | Победа    | иппон            | 3:13              |
| 1/4   | Паскаль Тайо     | Франция                               | Победа    | кока             | 5:00              |
| 1/2   | Торстен Брешо    | Германская Демократическая Республика | Победа    | кока             | 5:00              |
| Финал | Вальдемар Легень | Польша                                | Поражение | иппон (Сэойнагэ) | 4:44              |

В 1988 году занял также второе место на чемпионате Германии и второе место на Кубке Европы среди команд. В 1989 году победил на турнире в Потсдаме, был только третьим на чемпионате Германии. На чемпионате Европы остался с серебряной медалью, а на чемпионате мира лишь пятым. В 1990 году стал чемпионом ФРГ, был вторым на турнире Belgian Open, а в 1991 на турнире British Open и в 1992 году оставил карьеру, перейдя на тренерскую работу.
С 2001 по 2008 год являлся тренером сборной Германии. Под его руководством спортсмены из состава сборной завоевали:
- 2001, бронзовая медаль чемпионата мира;
- 2003, две бронзовые медали чемпионата Европы;
- 2003, золотая медаль чемпионата мира;
- 2004, серебряная медаль чемпионата Европы;
- 2004, бронзовая олимпийская медаль;
- 2005, золотая медаль чемпионата Европы;
- 2006, золотая и бронзовая медали чемпионата Европы;
- 2007, бронзовая медаль чемпионата Европы;
- 2008, бронзовая медаль чемпионата Европы;
- 2008, золотая олимпийская медаль;

С 2009 года является старшим научным сотрудником в тренерской академии в Кёльне.
Живёт близ Кёльна с женой и двумя детьми.